# HMS Renown (1916)
HMS Renown (1916) was de eerste van twee slagkruisers Renown-klasse van de Royal Navy. Haar zusterschip was HMS Repulse. Beide schepen behoorden oorspronkelijk samen met HMS Resistance tot de slagschepen van de Revenge klasse. De bouw van de schepen werd opgeschort toen de Eerste Wereldoorlog uitbrak, omdat ze toch niet op tijd klaar zouden zijn.
Na een paar maanden beval admiraal John Fisher dat de Repulse en de Renown moesten worden afgebouwd als slagkruisers en het plan was dat ze vijftien maanden later opgeleverd zouden worden.

## Eerste Wereldoorlog
HMS Renown werd gebouwd door Fairfield Shipbuilding & Engineering Company Ltd. in Govan, Glasgow, Schotland. Ze werd in september 1916 afgetimmerd, maar dit was te laat om nog deel te nemen aan de Slag bij Jutland. Tijdens de laatste jaren van de Eerste Wereldoorlog deed ze dienst bij de Grand Fleet in de Noordzee.

## Interbellum
Na een verbouwing maakte HMS Renown in 1920 en 1921 samen met HMS Hood een reis naar onder meer Australië, Nieuw-Zeeland en de Verenigde Staten. Van 1923 tot 1926 werd ze weer verbouwd en werd de bepantsering versterkt, zodat het schip beter bestand was tegen vijandelijk geschutvuur en torpedo's. In 1927 bracht ze de hertog en hertogin van York naar Australië en Nieuw-Zeeland.

## Tweede Wereldoorlog
Tien jaar later werd de Renown ingrijpend verbouwd. Ze werd voorzien van modern luchtafweergeschut, een vliegtuigkatapult en moderne vuurleiding. Vlak na uitbreken van de Tweede Wereldoorlog in september 1939, was de verbouwing voltooid. Vanwege de veelvuldige moderniseringen en verbouwingen kreeg ze de bijnaam HMS Refit. Haar zusterschip HMS Repulse had als bijnaam HMS Repair.
Dankzij haar hoge vaart bewees de Renown de Royal Navy waardevolle diensten tijdens de Tweede Wereldoorlog. Eind 1939 maakte ze in het zuiden van de Atlantische Oceaan jacht op het Duitse pantserschip Admiral Graf Spee. Begin april 1940 verleende ze steun tijdens het leggen van mijnen voor de Noorse kust.
Op 9 april 1940 kwam het tot een kort treffen met de Duitse slagschepen Scharnhorst en Gneisenau. Ze plaatste drie treffers op de Gneisenau maar ze werd zelf ook getroffen. Later dat jaar en in 1941 maakte ze deel uit van Force H. Dit eskader opereerde vanuit Gibraltar en had tot taak een strategische aanwezigheid op zowel de Atlantische Oceaan als in de Middellandse Zee te vormen. In februari 1941 nam HMS Renown samen met Force H deel aan het beschieten van Genua in Italië. In mei nam ze deel aan de jacht op het Duitse slagschip Bismarck.

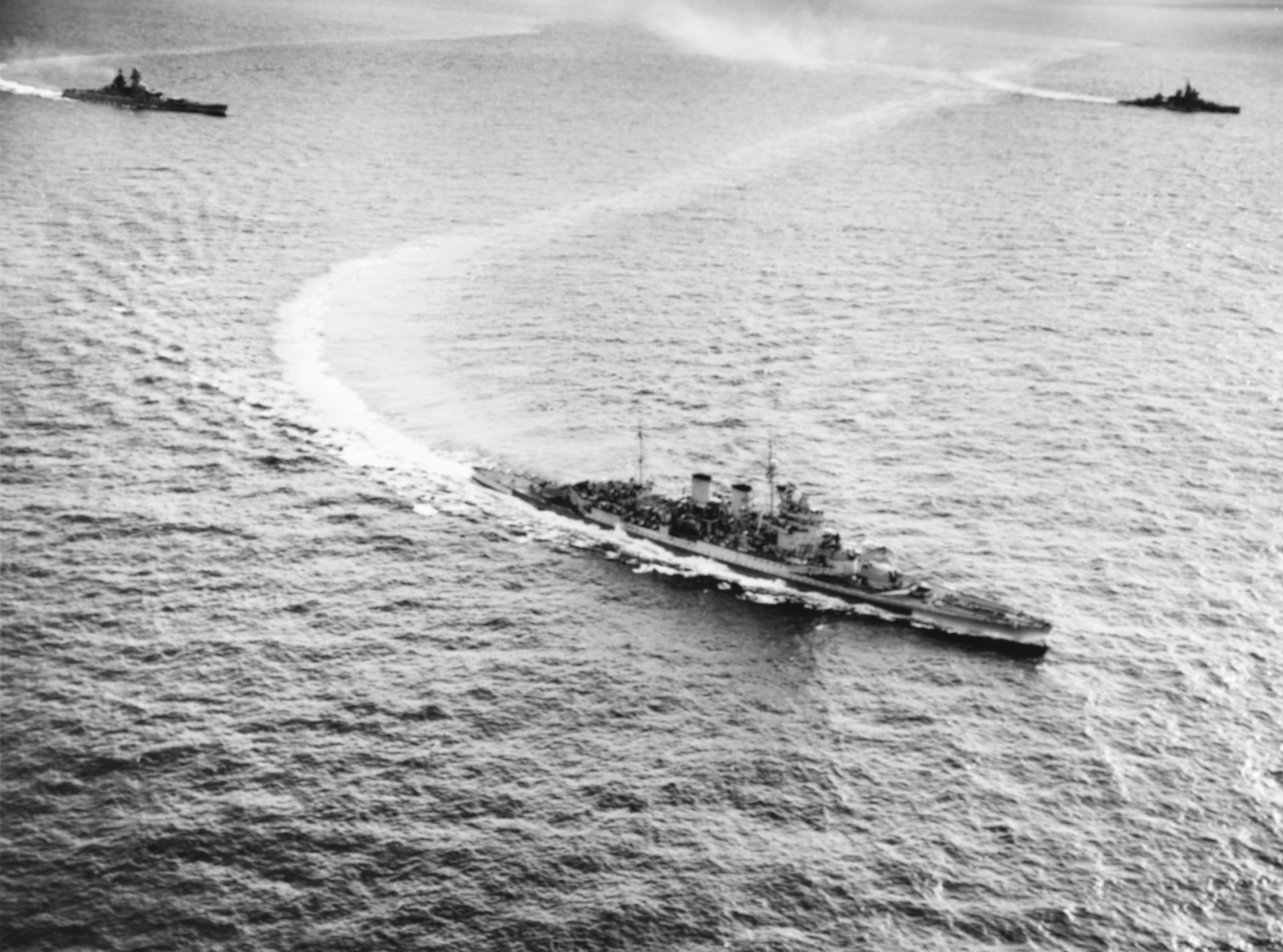
HMS Renown in actie in de Indische Oceaan

Nadat ze in 1942 en 1943 dienst had gedaan bij de Home Fleet werd de Renown gedetacheerd bij de Eastern Fleet in de Indische Oceaan. Ze bracht toen onder meer Churchill naar en van een conferentie in de Verenigde Staten die bedoeld was als voorbereiding op de Conferentie van Teheran. In 1944 en 1945 opereerde de Renown vanuit Ceylon met als doel de Japanners uit Nederlands-Indië te verdrijven.
In 1944 deed de slagkruiser dienst bij de Eastern Fleet in het Verre Oosten. Vanuit de thuisbasis Ceylon voerde het operaties uit die erop gericht waren de Japanse marine te binden. Aan boord van de Renown werd in 1945 een ontmoeting gehouden tussen de Britse koning George VI en de Amerikaanse president Truman, waarbij de toekomst van Azië werd besproken.

## Na de oorlog
HMS Renown was de enige Britse slagkruiser die de Tweede Wereldoorlog overleefde. Kort na de oorlog deed de Renown in Britse wateren dienst als opleidingsschip om stokers op te leiden van de marinebasis HMS Imperieuse. Uiteindelijk werd het schip in maart 1948 voor de sloop verkocht. De HMS Renown was de laatste door admiraal Fisher ontworpen slagkruiser die werd gesloopt.

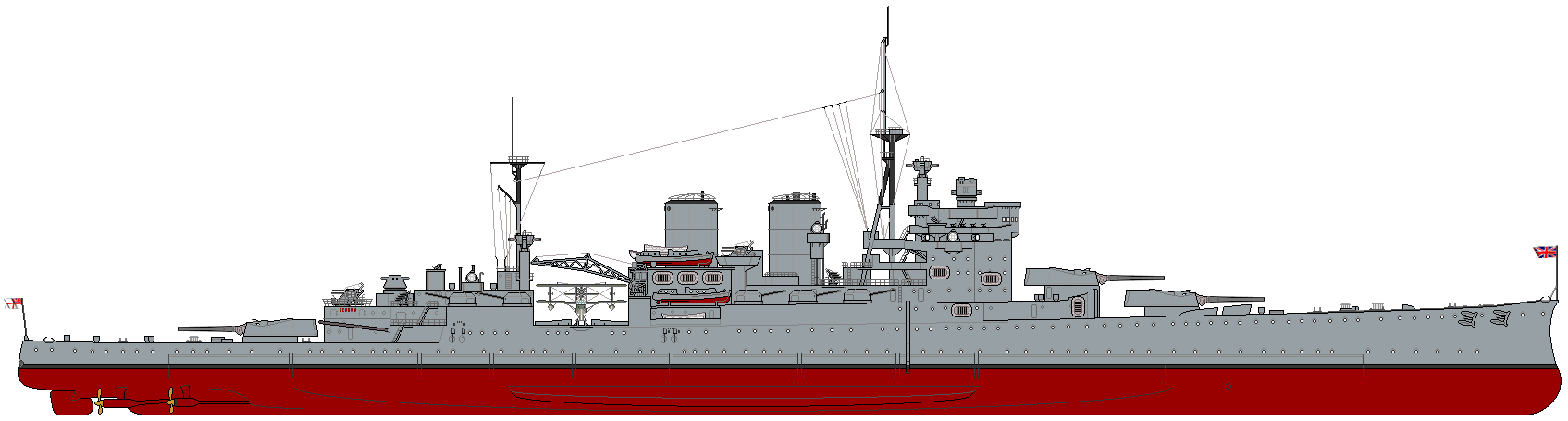
Profielzicht van HMS Renown in 1939